# Infantería de Marina del Perú
La Fuerza de Infantería de Marina (FIM) es un órgano de ejecución del Ministerio de Defensa, encargado de ejecutar operaciones anfibias y expedicionarias. Forma parte de la Marina de Guerra del Perú y como tal integra las Fuerzas Armadas del Perú.

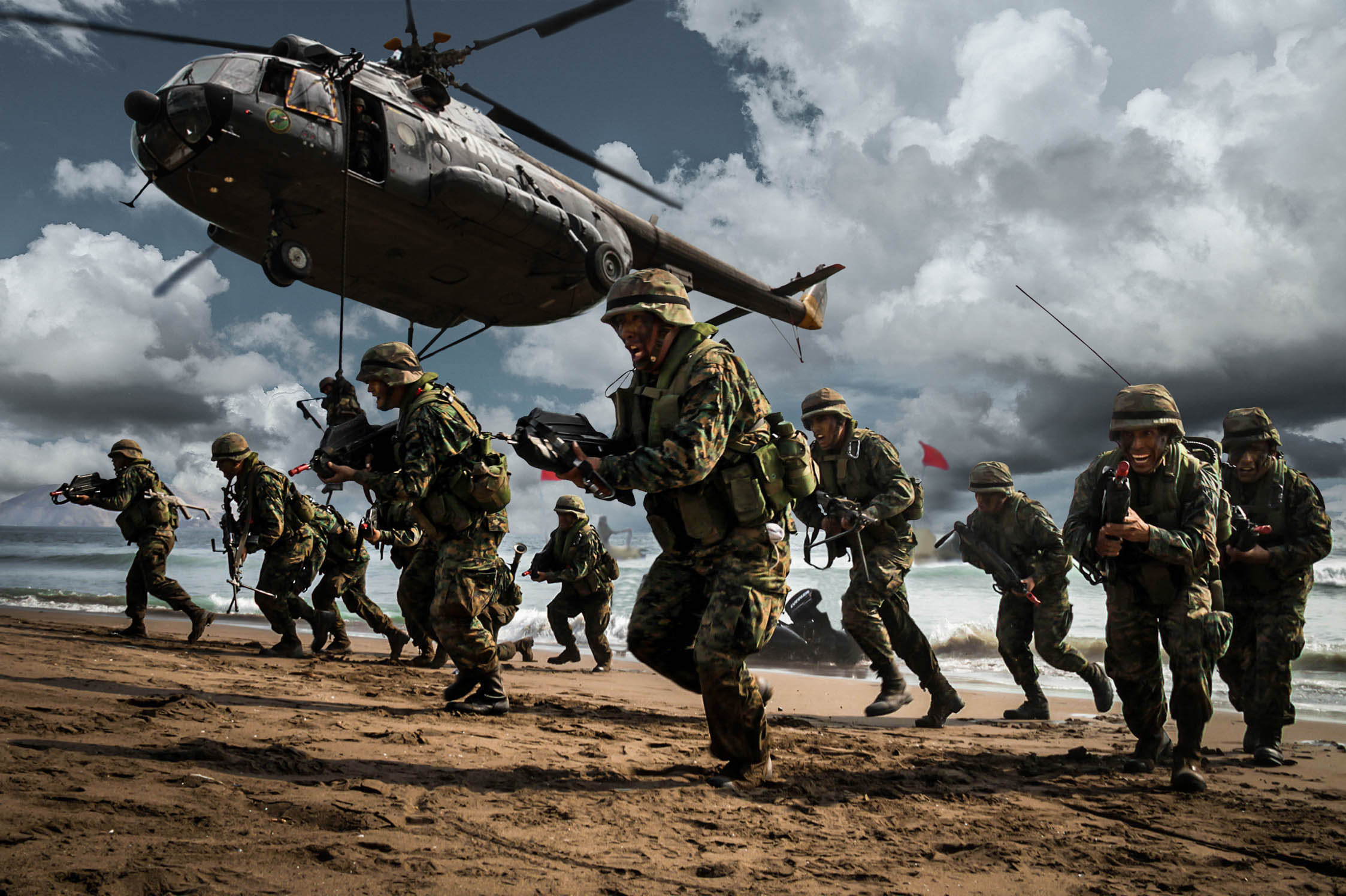
Infantes de Marina peruanos durante un ejercicio militar anfibio en las playas del Perú

Su misión es combatir por tierra y por mar. En todos los campos de batalla de costa, sierra y selva; y como tripulación de la Escuadra.

## Organización
Brigada de Infantería de Marina
- Batallón de Infantería de Marina Nro. 1 "Guarnición de Marina" (BIM-1)
- Batallón de Infantería de Marina Nro. 2 "Guardia Chalaca" (BIM-2)
- Batallón de Infantería de Marina Nro. 3 "Combatientes de Punta Malpelo" (BIM-3)
- Batallón de Comandos "Teniente Primero Leoncio Prado Gutierrez"
- Batallón de Vehículos Tácticos
- Batallón de Artillería "Capitán de Navío Juan Guillermo More Ruíz"
- Batallón de Ingeniería

Infantería de Selva
- Batallón de Infantería de Marina de la Amazonía Nro. 1 "Teniente Segundo Raúl Riboty Villalpando" (BIMA-1)
- Batallón de Infantería de Marina de la Amazonía Nro. 2 "Teniente Primero Sergio Gonzales Quevedo" (BIMA-2)

Cuerpo Histórico de la Infantería de Marina
- Compañía Juan Fanning García[1]

### Batallón de Infantería de Marina n.º 1 (BIMA-1)
El Batallón de Infantería de Marina de la Amazonía n.º 1 Teniente Segundo Raúl Riboty Villalpando, tiene cómo cuya misión proteger la cuenca del río Amazonas hasta la línea divisoria con Brasil y Colombia. Están entrenados en guerra convencional y no convencional. Se identifican con los Chullachaqui, demonios del bosque en lengua quechua, ya que buscan ser capaces de mimetizarse con el entorno selvático que les rodea y esperar pacientemente para ejercer su devastador poder cuando sea necesario. La unidad opera entre el Putumayo y el Amazonas, está desplegada en los destacamentos navales fronterizos de Gueppi, El Estrecho, El Álamo y Chimbote. Realiza principalmente misiones de control de tráfico fluvial, enfrentando elementos armados del narcoterrorismo que intentan cruzar la frontera para traficar con drogas o armas. La sede principal está en la base naval de Iquitos. Para el patrullaje y asalto fluvial se cuenta con lanchas construidas en SIMA Iquitos y Hovercraft Griffon GH-2000 TD (M).
Su origen fue el año 1967, cuando empezaron a llegar los primeros elementos de la Infantería de Marina a la región, para aprender técnicas de combate en la selva y empezar a instalar puestos de vigilancia fronteriza. Hasta la época solo el Ejército Peruano tenía destacamentos en la zona.Los oficiales y suboficiales empezaron a incorporar y entrenar a personal local del servicio militar obligatorio.
Entre los años 1976 y 1981 los integrantes del destacamento del Amazonas eran parte de la Escuela Básica de Infantería de Marina, formando una Compañía. En 1982 se crea oficialmente el Destacamento de Infantería de Marina con sede en Iquitos. En ese momento ya se encontraban en alerta, debido al conflicto del Falso Paquisha con Ecuador.
La experiencia indicó la necesidad de tener una unidad de combate entrenada y activa en la selva, y en 1998 nace el Batallón de Infantería de Marina de Selva No. 1. Su nombre, Teniente Segundo Raúl Riboty Villalpando, lo recibe en 2000 en honor de quien cayó en combate contra Sendero Luminoso el 13 de agosto de 1991 en el departamento amazónico de Ucayali.

### Batallón de Infantería de Marina No.2 (BIMA-2)
El Batallón de Infantería de Marina de la Amazonía No. 2 es la unidad gemela del batallón anterior. Se denomina Teniente Primero Sergio Gonzales Quevedo y está basado en la región Ucayali, a 537 kilómetros de distancia del Batallón Nº1.

### Batallón de Comandos (BACOM)
Los Comandos Anfibios tienen como misión la infiltración en territorio hostil para obtener información, realizar sabotajes o capturar mandos enemigos. Se entrenan para tener la capacidad de entrar y salir de un lugar sin ser detectados. Aunque el medio acuático es su escenario natural donde entrenan duramente los medios de transporte deben ser variados y acordes con la tarea.
El BACOM tiene sus orígenes en 1971, con la Compañía de Reconocimiento Anfibio (CRA), creada para realizar misiones antes, durante y después de un desembarco anfibio en favor de las unidades de la Infantería de Marina. Sus primeros integrantes eran reclutas de la Infantería de Marina y luego alumnos del Centro de Instrucción Técnica Naval (CITEN).
En 1982 la unidad evoluciona a Compañía de Comandos Anfibios, y empieza a realizar operaciones contra el terrorismo en la sierra central (Ayacucho), ceja de selva (San Francisco-VRAEM) y en Pucallpa.
Era un equipo pequeño, hasta que en 1996 se fusiona con la Unidad Especial de Combate (UEC) antiterrorista y con la Compañía de Botes, denominándose Agrupación de Comandos. La UEC aportó experiencia en guerrilla urbana y fue clave en la liberaciob de los rehenes secuestrados en la casa del embajador del Japón en Lima, el 22 de abril de 1997.
En 2002 se crea el actual Batallón de Comandos, conformado por el comando (jefatura de Unidad) y sus unidades de línea: 
- Compañía de Reconocimiento, que se subdivide en Reconocimiento Especial y Reconocimiento Anfibio.
- Compañía de Acción Directa, que trabaja en el VRAEM.
- Compañía Especial de Combate, para rescate de rehenes.

Con la nueva organización, a la tarea de apoyo a la Infantería de Marina se le ha agregado la de ser el elemento de maniobra dependiente directamente del Comando Conjunto de la Fuerza Armada (CCFFAA).
Otros órganos son la Compañía de Botes, y la Compañía de Apoyo Logístico, que proporciona el soporte a los órganos de línea del BACOM en su base de Ancón, a 35 kilómetros al norte de Lima.

### Batallón de Vehículos Tácticos
Está unidad fue creada en 1971. El Batallón cumple la función de transportar a los Infantes de Marina por mar y tierra durante el Desembarco Anfibio. Además de Transporte Anfibio, el Batallón cumple funciones de Reconocimiento y Apoyo de Fuegos a las Unidades de Combate de la Brigada Anfibia.
La unidad dispone de blindados desde la década de 1980, con sus Blindados Medios a Ruedas (BMR) comprados en España. Se adquirió en 1986 un lote de 24 BMR-600, para el año 2014 se contaba con 16 unidades operativas. Fueron empleados en ocasiones para el patrullaje durante la guerra contra el terrorismo y fueron desplegados en el norte durante el conflicto del Cenepa de 1995. En el 2014 surgió la posibilidad de reemplazarlos por un vehículo más moderno, siendo elegido el LAV-II. En Canadá se compraron 32 ejemplares para la Brigada Expedicionaria Anfibia.

### Batallón de Artillería
En 2016 fue creado el Batallón de Artillería Capitán de Navío Juan Guillermo More Ruiz. El antes denominado Grupo de Apoyo de Fuegos cuenta con obuses D-30 de 122 mm, morteros de 120 mm. y misiles tierra–aire.

## Equipamiento
Los infantes de marina disponen como arma principal del veterano fusil de asalto FN FAL de 7,62x51 y el Daewoo K-2 de 5,56x45 con culata rebatible.
Las fuerzas especiales, como los Comandos Anfibios de Infantería de Marina, cuentan con FN F2000S, Bushmaster Carbon-15 y IWI Gail SAR, de 5,56 x 45 OTAN.
Además se cuenta también con escopetas Winchester 1300 Marine Defender y fusiles de francotirador McMillan TAC-50 A1R2 y US Ordnance M40A5. Las armas de equipo son las ametralladoras FN Minimi y FN MAG 360, M-50 de 7,62x51 y Browning M2 HB 12,7x 99. Las armas de apoyo son los Milkor MGL lanzagranadas de 40x46 y los morteros Denel M-8 y M-1, de 81 y 60 mm. respectivamente, junto a los Soltam K-6 de 120 mm.
Los destacamentos fluviales del Amazonas, en la base naval de Iquitos, realizan misiones de patrullaje y asalto fluvial con lanchas construidas en SIMA Iquitos y los aerodeslizadores Griffon GH-2000 TD (M), armados con ametralladoras Dillon M-134D/H de 7,62x 51mm. y Browning M-2HB de 12,7 mm.
La IMAP tiene también 6 obuses D-30, comprados a la República Checa a través de Biolorusia.

### Armamento
| Nombre                            | Imagen            | Munición          | Origen            |
| Fusiles de asalto                 | Fusiles de asalto | Fusiles de asalto | Fusiles de asalto |
| --------------------------------- | ----------------- | ----------------- | ----------------- |
| IWI Galil ARM                     |                   | 7,62 x 51 OTAN    | Israel            |
| FN FAL                            |                   | 7,62 x 51 OTAN    | Bélgica           |
| AKM                               |                   | 7,62 x 39         | Unión Soviética   |
| Zastava M21                       |                   | 5,56 x 45 OTAN    | Serbia            |
| Colt M16A1                        |                   | 5,56 x 45 OTAN    | Estados Unidos    |
| FN FNC                            |                   | 5,56 x 45 OTAN    | Bélgica           |
| Daewoo K2                         |                   | 5,56 x 45 OTAN    | Corea del Sur     |
| IWI Galil SAR                     |                   | 5,56 x 45 OTAN    | Israel            |
| FN F2000S                         |                   | 5,56 x 45 OTAN    | Bélgica           |
| Bushmaster Carbon-15              |                   | 5,56 x 45 OTAN    | Estados Unidos    |
| Subfusiles                        |                   |                   |                   |
| IMI Uzi                           |                   | 9 x 19 Parabellum | Israel            |
| SIMA-CEFAR MGP-87                 |                   | 9 x 19 Parabellum | Perú              |
| MGP-84 Mini                       |                   | 9 x 19 Parabellum | Perú              |
| SIMA-CEFAR MGP-79A                |                   | 9 x 19 Parabellum | Perú              |
| FN P90                            |                   | 5,7 x 28          | Bélgica           |
| HK-53                             |                   | 5,56 x 45 OTAN    | Alemania          |
| Escopetas                         |                   |                   |                   |
| Daewoo USAS-12                    |                   | Calibre 12 GA     | Corea del Sur     |
| Winchester 1300 Marine Defender   |                   | Calibre 12 GA     | Estados Unidos    |
| SIMA-CEFAR MGP-43                 |                   | Calibre 12 GA     | Perú              |
| Fusiles de francotirador          |                   |                   |                   |
| AS50                              |                   | 12,7 x 99 OTAN    | Reino Unido       |
| McMillan TAC-50/TAC-50 A1R2       |                   | 12,7 x 99 OTAN    | Estados Unidos    |
| Sako TRG-22                       |                   | 7,62 x 51 OTAN    | Finlandia         |
| US Ordnance M-40A5                |                   | 7,62 x 51 OTAN    | Estados Unidos    |
| FN SPR                            |                   | 7,62 x 51 OTAN    | Bélgica           |
| Accuracy International AX338      |                   | 7,62 x 51 OTAN    | Reino Unido       |
| IMI Galatz/Galil                  |                   | 5,56 x 45 OTAN    | Israel            |
| Ametralladoras                    |                   |                   |                   |
| Browning M2 HB                    |                   | 12,7 x 99 OTAN    | Estados Unidos    |
| Dillon M-134D/H Minigun           |                   | 7,62 x 51 OTAN    | Estados Unidos    |
| FN Minimi                         |                   | 7,62 x 51 OTAN    | Bélgica           |
| FN MAG 360                        |                   | 7,62 x 51 OTAN    | Bélgica           |
| Heckler & Koch HK21               |                   | 7,62 x 51 OTAN    | Alemania          |
| M60                               |                   | 7,62 x 51 OTAN    | Estados Unidos    |
| Ultimax U-100                     |                   | 5,56 x 45 OTAN    | Singapur          |
| FN M-249 Minimi                   |                   | 5,56 x 45 OTAN    | Bélgica           |
| Lanzagranadas                     |                   |                   |                   |
| CIS AGL-40                        |                   | Granada 40 x 53   | Singapur          |
| Mikor MGL                         |                   | Granada 40 x 46   | Sudáfrica         |
| M203                              |                   | Granada 40 x 46   | Estados Unidos    |
| Rippel Effect XRGL-40             |                   | Granada 40 x 46   | Estados Unidos    |
| Artillería remolcada              |                   |                   |                   |
| D-30                              |                   | 122mm             | Unión Soviética   |
| Cañón sin retroceso               |                   |                   |                   |
| B-10                              |                   | 81.8mm            | Unión Soviética   |
| Antiaéreos                        |                   |                   |                   |
| CPMIEC QW-18                      |                   | -                 | China             |
| MANPADS SA-18 Grouse (9K38 Igla)  |                   | -                 | Unión Soviética   |
| Misiles antitanque y lanzacohetes |                   |                   |                   |
| 9M113 Konkurs AT-5 Sprande        |                   | 6 lanzadores      | Unión Soviética   |
| RPG-7V-USA                        |                   | 40mm              | Estados Unidos    |
| RPG-7V                            |                   | 40mm              | Rusia             |
| Morteros                          |                   |                   |                   |
| Soltam K6                         |                   | 120mm             | Israel            |
| Denel M-8                         |                   | 81mm              | Sudáfrica         |
| Denel M-1                         |                   | 60 mm             | Sudáfrica         |

### Baterías antibuque
| Nombre            | Imagen            | Notas                                                                                         | Origen            |
| Baterías costeras | Baterías costeras | Baterías costeras                                                                             | Baterías costeras |
| ----------------- | ----------------- | --------------------------------------------------------------------------------------------- | ----------------- |
| Tiburón I         |                   | Batería costera móvil antibuque, hechos localmente por la MGP. Recibidas en el año 2014.      | Perú              |
| Tiburón II        |                   | Batería costera móvil antibuque desarrollado localmente por la MGP. Recibidas en el año 2019. | Perú              |

El proyecto Tiburón contemplaba la creación local de una batería móvil de defensa costera a partir de los misiles antibuque Otomat Mk2 tomados de buques que se retiraba del servicio activo o que se modernizaban. Este fue el caso de las fragatas clase Lupo, que sustituyeron los Otomat Mk2 por los misiles Exocet MM-40 Bloque III.

### Vehículos de transporte
| Nombre                                   | Imagen               | Tipo                 | Notas | Origen               |
| Camiones portatropas                     | Camiones portatropas | Camiones portatropas | Camiones portatropas | Camiones portatropas |
| ---------------------------------------- | -------------------- | -------------------- | --- | -------------------- |
| Rheinmetall MAN. TGM-MIL 13/280 - 29/440 |                      | Camión               | (6x6) y (4x4) adquiridos en 2015. En estado Operativo Algunos fueron modificados e integrados en el Proyecto Tiburón de la MGP y los BM-21 del Ejército Peruano. | Alemania             |
| Beiben Truck 2528A                       |                      | Camión               | Iveco M40E; cisternas de agua | China                |

### Vehículos de apoyo
| Nombre      | Imagen     | Tipo       | Cantidad   | Notas      | Origen     |
| Ambulancia  | Ambulancia | Ambulancia | Ambulancia | Ambulancia | Ambulancia |
| ----------- | ---------- | ---------- | ---------- | ---------- | ---------- |
| Iveco VM 90 |            | Ambulancia | -          |            | China      |

### Blindados y vehículos ligeros
| Nombre                            | Imagen                            | Tipo                              | Cantidad                          | Notas                                                    | Origen                            |
| Transportes blindados de personal | Transportes blindados de personal | Transportes blindados de personal | Transportes blindados de personal | Transportes blindados de personal                        | Transportes blindados de personal |
| --------------------------------- | --------------------------------- | --------------------------------- | --------------------------------- | -------------------------------------------------------- | --------------------------------- |
| LAV-II                            |                                   | Transporte blindado de personal.  | 32                                | 32 vehículos blindados LAV-II (8x8). Adquiridos en 2014. | Canadá                            |
| BMR 600                           |                                   | Transporte blindado de personal.  | 12                                |                                                          | España                            |
| Vehículos ligeros multipropósito  |                                   |                                   |                                   |                                                          |                                   |
| RAM MK3                           |                                   | Vehículo multipropósito           | 7                                 | Adquiridos en el año 2016                                | Israel                            |
| KIA KM420 Jeep                    |                                   | Vehículo multipropósito           | -                                 |                                                          | Corea del Sur                     |
| Jeep Wrangler                     |                                   | Automóvil todoterreno             | -                                 |                                                          | Estados Unidos                    |
| Can-Am Commander Max              |                                   | Vehículo multipropósito           | -                                 |                                                          | Canadá                            |

Además desde hace un tiempo se está evaluando la adquisición de vehículos Humvee M-1167 con plataformas para misiles antitanque AT-4 Sprandel.

## Historia

### Virreinato español
Se considera la primera organización naval peruana a la Armada de la Mar del Sur (1578-1746). Está contó a partir de 1616 con cinco compañías de infantería, de cien hombres cada una, cuya función era servir de guarnición de las naves. Organizadas en el presidio del Callao, sus hombres constituían entre un cuarto y la mitad de la dotación de las naves. Esa tropa de marina permaneció tras la desaparición de la Armada de la Mar del Sur, siendo finalmente disuelta por las reformas militares entre 1784 y 1790.
La defensa naval del virreinato fue asumida por la Real Armada española a mediados del siglo XVIII, actuando en conjunto con la mencionada tropa de marina, la que llegó a operar también en España. En 1796 se estableció un depósito de tropa de los batallones de marina, con base en algunos Sargentos, Cabos y Soldados de marina que aquel año llegaron a Perú. Si bien la mayoría de ellos era de España, con los años comenzaron a verse entre sus filas soldados nacidos en Perú.

### Guerra de la Independencia
El 19 de septiembre de 1821, la Fortaleza del Real Felipe cae ante los independentistas de Chile, Perú y las Provincias Unidas del Río de la Plata en el primer sitio del Callao; tras el acontecimiento, el Protectorado de San Martín creó y organizó la Marina de Guerra del Perú bajo las nuevas leyes el 6 de octubre de 1821. El 23 de octubre de 1821, el comandante general de la Marina de Guerra del Perú solicitó dos sargentos, cuatro cabos, dos tambores y treinta soldados para que constituyeran la naciente Infantería de Marina del Perú en los bergantines Balcarce y Belgrano. El 6 de noviembre de 1821 el comandante general de la Marina de Guerra del Perú planteó al Ministerio de Guerra y Marina la creación del Batallón de Marina, hecho que se llevó a cabo. Posteriormente, las tropas del Batallón de Marina fueron incrementadas y el 24 de noviembre de 1821 se reglamentó el uniforme militar de los infantes de marina.
El Batallón de Marina estaba oficialmente constituido al finalizar 1821 y al siguiente año dicha unidad militar fue aumentada a dos batallones más, evolucionando así a la Brigada de Marina.
A mitad de 1822, el Ejército del Perú y la Marina de Guerra del Perú actuaron en la primera campaña de Intermedios, fue entonces cuando la Brigada de Marina fue combinado con el Batallón N.° 2 del Perú para una mejor efectividad en combate. En 1823, luego del fracaso de la campaña militar, Martín Guise al mando de la Marina de Guerra del Perú reconstruyó las unidades militares de la Infantería de Marina del Perú. El bautismo de fuego de la moderna Infantería de Marina del Perú fue un 2 de junio de 1823, cuando la Marina de Guerra y la Infantería de Marina del Perú fueron a Arica y, como escribe Martín Guise, tomó la ciudad a la ”fuerza ayudado del corto número de soldados y tripulación de mi fragata, tremolando nuevamente la bandera de la patria”.
Una de las últimas acciones de la Infantería de Marina dentro del contexto la guerra de la Independencia fue la captura del Fuerte San Rafael, llevada a cabo el 8 de enero de 1826 por una unidad militar grancolombiana y por una unidad militar naval peruana.

### Guerra contra la Gran Colombia
Durante la guerra contra la Gran Colombia, la Infantería de Marina se distinguió en los dos únicos combates navales, siendo la primera el combate naval de Malpelo el 31 de agosto de 1828, cuando la corbeta Libertad derrotó a la corbeta Pichincha junto a la goleta Guayaquileña.

### Guerra entre la Confederación Perú-boliviana y Chile
La Brigada de Marina tenía casi un centenar de hombres embarcados y en el Arsenal. Varios de ellos participaron en la incursión sobre Talcahuano del 23 de noviembre de 1837.
Al año siguiente, habiendo prácticamente desaparecido la marina nacional, la Brigada de Marina fue disuelta y sus miembros fueron incorporados al Batallón Pichincha. En noviembre de 1840, tras la derrota de la Confederación, se establecieron los uniformes para la Armada, entre los cuales se especifica el de la infantería de marina.

### Guerra Civil
En la guerra civil que se inició en 1843 entre el general Castilla y el presidente Vivanco, la Marina apoyó a este último. En consecuencia los efectivos del Batallón de Marina participaron en la batalla que se libró el 28 de octubre de 1843 en San Antonio. Pocos días después, el capitán de corbeta José Ortiz de Zevallos, comandante de la barca Limeña, derrotó a las fuerzas vivanquistas.

### Refundación
Con la reorganización de la Armada en 1847, la fuerza de Infantería de Marina fue fijada en seis compañías de cien hombres cada una. A partir de ese año se inicia el esfuerzo de penetración en la Amazonía, disponiéndose el envío de 26 hombres del batallón para establecer el fuerte San Ramón, en Chanchamayo. En los años siguientes esa fuerza fue elevada hasta alcanzar el nivel de una compañía en 1854. En diciembre de 1863, cuando se preparaba la expedición naval que debía establecer de forma permanente la presencia peruana en la baja amazonía, se creó la Columna de Marina de Loreto sobre la base del Batallón Marina.
Mientras tanto, en la costa la Brigada de Marina fue incrementada en 1855 para pasar a tener dos batallones, uno de los cuales serviría en la Marina y el otro en el Ejército. En la reorganización de 1872 dichas unidades fueron refundidas en el Batallón Pichincha.
Al iniciarse la Guerra del Pacífico la unidad de ejército destinada a prestar servicios en la Armada era el Batallón Lima n°8, que fue desplazado al sur con otras unidades del ejército. Por ello fue reemplazado por el Batallón Pichincha y por la Columna Constitución. Esta última proporcionó dotaciones a las unidades de la escuadra y también a las baterías del puerto de Arica.
El 10 de enero de 1880 se dispuso la creación del Batallón Guarnición de Marina, que contaba con 600 efectivos. Su función principal era servir de guarnición a los buques de la escuadra, servir en las piezas de artillería y en la táctica de las fuerzas de desembarco. Dicho batallón tuvo una destacada participación en la Batalla de Miraflores, no sólo repeliendo dos veces los ataques enemigos sino llevando a cabo sendos contraataques con el Batallón Jauja, que hicieron retroceder a las fuerzas chilenas.

### Evolución
El 2 de febrero de 1919 se crea el Batallón de Marina con dos Compañías de Fusileros Infantes de Marina, una Sección de Ametralladoras y una Sección de Servicios.
Con la entrada en la Segunda Guerra Mundial Estados Unidos organizó un sistema defensivo continental que entre sus puntos críticos consideraba al Canal de Panamá y al puerto de Talara. La protección de este puerto fue asumida por la Armada a fines de febrero de 1942, asignando para ello diversos medios que pasaron a denominarse Servicio Naval de Defensa de Costas.
En junio de 1943, se creó la Fuerza de Comandos Navales. Sus misiones eran la defensa de costas, operaciones anfibias y protección de los establecimientos navales. Su organización constaba de una Compañía de Comandos, una Compañía de Ametralladoras, tres Compañías de Fusileros y una Banda de Músicos. Se le asignó además la batería Alfonso Ugarte y una batería antiaérea de 90 mm.. En abril de 1946 se denominó la Infantería de Marina como parte integrante de la Fuerza Naval de Defensa de Costa.

### Crecimiento
En 1952 se recibió el BAP Chimbote, primer buque anfibio. Esto llevó a organizar los medios navales para conducir operaciones anfibias. En 1957 se transfirió al Ejército una batería del Grupo de Artillería Móvil a cambio de armamento ligero para organizar un Batallón de Infantería de Marina. Coincidiendo con la llegada de un nuevo buque de desembarco, el BAP Paita, en 1959 se creó el Batallón de Infantería de Marina n° 1, que formaría parte de la Fuerza Naval de Defensa de Costas. En 1960 pasó a denominarse Guarnición de Marina, en homenaje a la unidad naval de ese nombre que combatió en la batalla de Miraflores.
Pocas semanas después de la creación de la Infantería de Marina se recibieron otros dos buques de desembarco, BAP Lomas y BAP Ático, a los que se uniría el transporte de ataque BAP Independencia. A partir de 1963 se enviarin oficiales a Estados Unidos y Argentina para capacitarse en operaciones anfibias.
Con algunas de esos buques la Infantería de Marina comenzó su entrenamiento en Perú. El primer ejercicio de asalto anfibio se realizó en diciembre de 1964. El destacamento de infantería de marina contava con una unidad de reconocimiento anfibio, una de artillería móvil y participaron infantes de marina venezolanos. En noviembre de 1964 había sido creada la especialidad de Infantería de Marina, y en diciembre de 1965 se estableció la Escuela Básica de Infantería de Marina, que inició sus actividades en febrero con 32 alumnos. Cuando las unidades de infantería de marina fueron creciendo, en setiembre de 1966, se creó la Fuerza de Infantería de Marina.
La necesidad de contar con un espacio  para el entrenamiento y actividades propias de la infantería de marina llevaron a buscar otra sede fuera de la Base Naval del Callao. Fue así que se seleccionó la Estación Naval de Ancón y en 1970 se inició la construcción del cuartel de la Fuerza de Infantería de Marina. Así inició sus actividades la Escuela de Calificación de Oficiales de Infantería de Marina, ya que hasta entonces se envió a los oficiales a calificarse en el extranjero.  En 1971 se creó la Compañía de Comandos Anfibios y tres años después se hizo lo propio con el Batallón de Vehículos Anfibios y con la Brigada de Infantería de Marina. A mediados de los años setenta se establecieron destacamentos en Mollendo, Iquitos y Tumbes.
En los años siguientes algunos de sus integrantes tomaron parte en misiones de paz en el exterior (Namibia y el Frente Polisario Sahariano, entre otros)..

### Guerra contra la insurgencia
La Infantería de Marina participó en la lucha contra el terrorismo en la agreste geografía de Ayacucho desde 1983 hasta 1989, conformando la Fuerza de Tarea 90. Luego trasladó su acción a los departamentos de Ucayali, Junín, Huánuco, y Loreto, en donde se estableció la Fuerza de Tarea 100, teniendo en la capital del departamento de Ucayali, Pucallpa, el centro de operaciones en la lucha contraterrorista.
El primer destacamento de Infantería de Marina (Caimán) llegó a Ayacucho en enero de 1983, siendo destinado a vigilar y defender la ruta hacia San Francisco, en el valle del río Apurímac, así como algunas instalaciones claves para las comunicaciones. Poco después se le asignó un área de responsabilidad que comprendía la provincia de Huanta y algunos distritos de la provincia de La Mar. El jefe del destacamento asumió las funciones de jefe político y militar de la zona. Se establecieron seis bases en las localidades de Huanta, Huamanguilla, San José de Secce, Luricocha, Tambo y San Miguel.
Durante dos años los sucesivos destacamentos actuaron en esa zona sosteniendo varios enfrentamientos y sufriendo bajas. Controlada la zona, en abril de 1985 el destacamento de Infantería de Marina fue trasladado al valle del río Apurímac. Allí se estableció el puesto de mando en el aeródromo de Luisiana y se distribuyeron patrullas en cinco bases ubicadas a lo largo del río. Posteriormente, cuando comenzaron a producirse deserciones entre las guerrillas, muchos de los arrepentidos fueron ubicados en el caserío de Corazón Pata, asignándose dos patrullas para su protección. Laextensión a cubrir excedía los medios disponibles por la Infantería de Marina y se crearon los Batallones Ligeros de Combate (Balico) que incorporaban personal naval mediante un sistema rotativo. El primero de estos batallones se activó en mayo de 1990. Posteriormente los batallones ligeros de combate fueron reemplazados por los Batallones Ligeros de Infantería de Marina (Balim). Así  en julio de 1991 se constituyó la Fuerza de Tarea 100, con su puesto de mando en la ciudad de Pucallpa. Se concentró el esfuerzo a lo largo de la carretera que une Pucallpa con Lima, y del río Ucayali. En ambos ejes se establecieron sendas bases, cada una de las cuales tenía un área asignada donde debía conducir operaciones de patrulla.
La lucha contra la subversión también se llevó a cabo en Lima, la infantería de marina tuvo a su cargo el esfuerzo principal para acabar con el motín terrorista en el penal de El Frontón, en junio de 1986 .
La Compañía de Comandos Anfibios, específicamente la Unidad Especial,  integró el equipo de élite en la Operación Chavín de Huantar, liberarando a 72 rehenes de la residencia del embajador de Japón en Lima, el 22 de abril de 1997.